# Tadeusz Kobusiewicz
Tadeusz Marian Kobusiewicz (ur. 1 kwietnia 1905 w Szadku, zm. 17 czerwca 1979 w Zduńskiej Woli) – kapitan lekarz weterynarii Wojska Polskiego, profesor nadzwyczajny nauk weterynaryjnych, założyciel Zakładu Pryszczycy Państwowego Instytutu Weterynaryjnego.

## Życiorys
Urodził się 1 kwietnia 1905 w Szadku, w rodzinie Teofila, stolarza i Heleny z Jędrzejewskich, hafciarki.
Na stopień kapitana został mianowany ze starszeństwem z 1 stycznia 1936 i 3. lokatą w korpusie oficerów weterynarii. W marcu 1939 pełnił służbę w Centrum Wyszkolenia i Badań Weterynaryjnych w Warszawie na stanowisku kierownika laboratorium.
Wziął udział w kampanii wrześniowej, a w 1940 w kampania francuskiej, jako lekarz weterynarii I dywizjonu 1 Pomorskiego Pułku Artylerii Ciężkiej.
Zmarł 17 czerwca 1979 w Szpitalu Miejskim w Zduńskiej Woli. 

## Upamiętnienie
26 marca 1982 Miejska Rada Narodowa w Zduńskiej Woli podjęła uchwałę o nazwaniu jego imieniem jednej z ulic.

## Ordery i Odznaczenia
- Order Sztandaru Pracy I klasy – 28 lipca 1976[6]
- Krzyż Oficerski Orderu Odrodzenia Polski – 1 czerwca 1970[5]
- Krzyż Kawalerski Orderu Odrodzenia Polski – 7 września 1963[5]